# Pachalik de Tripoli
1579–1864
Entités précédentes :
- Pachalik d'Alep (partie)
- Pachalik de Syrie (partie)

Entités suivantes :
- Vilayet d'Alep
- Vilayet de Syrie
- Moutassarifat du Mont-Liban

L'eyalet ou pachalik de Tripoli (en turc ottoman : ایالت طرابلس شام / Eyâlet-i Ṭrâblus-ı Şâm) est une province de l'Empire ottoman qui a existé de 1579 à 1864. Sa capitale était Tripoli, au Liban actuel. Au XIXe siècle, sa superficie était de 4 220 km².

## Histoire

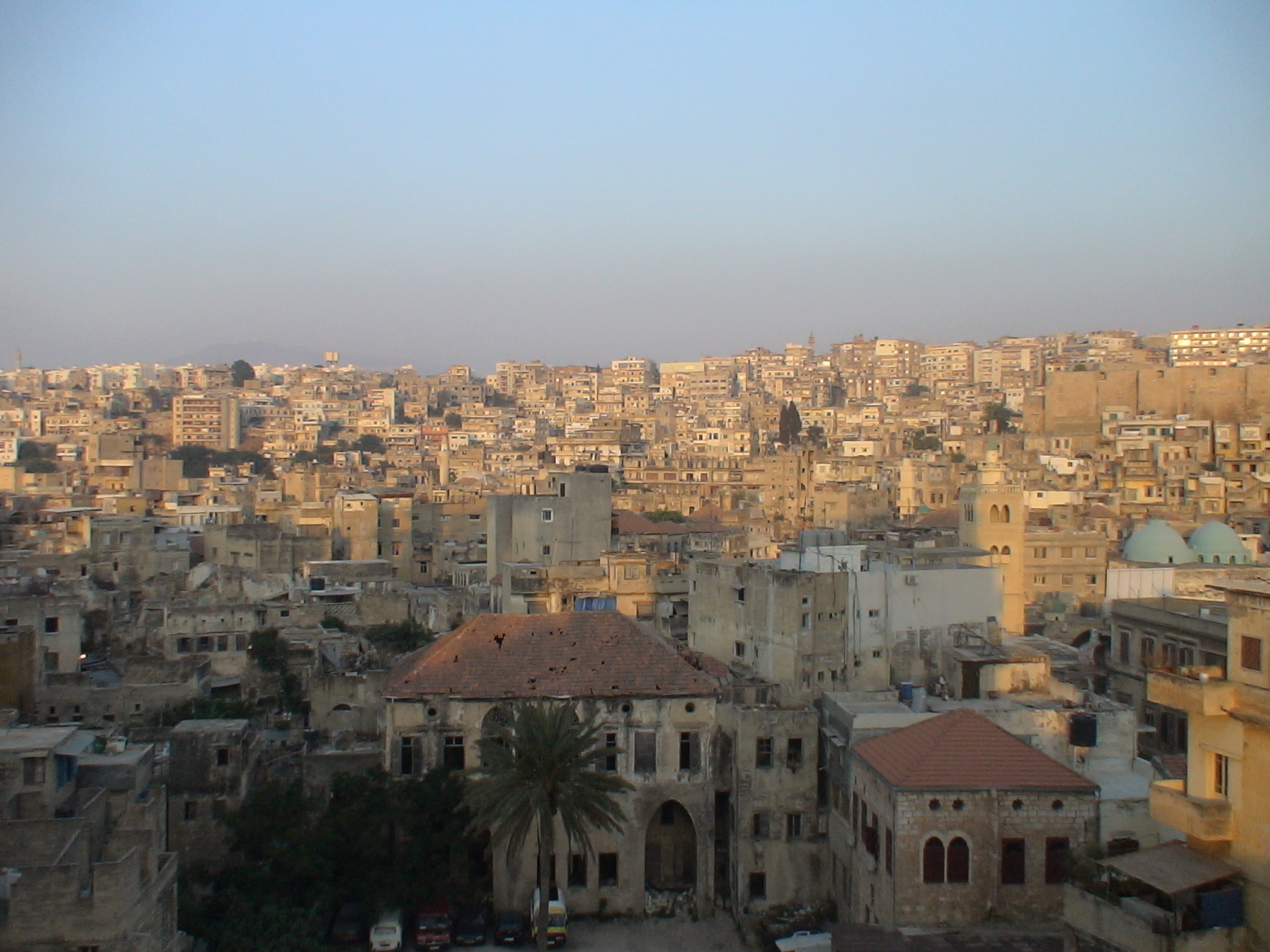
La vieille ville de Tripoli avec la Grande Mosquée Mansouri et la citadelle

Conquise sur le sultanat mamelouk d'Égypte en 1516 avec le reste de la Syrie, la région de Tripoli constitue un sandjak sous l'administration héréditaire de la famille Assaf (en), lignée d'émirs turkmènes du Kesrouan. En 1579, elle est érigée en eyalet (pachalik) intégrant plusieurs sandjaks prélevés sur le pachalik d'Alep et celui de Damas. Elle est gouvernée le plus souvent par un membre d'une autre lignée turkmène, les Sayfas. Le dernier chef de cette lignée, Youssouf, meurt en 1625.
En plus des cités côtières, la province comprend les régions montagneuses habitées par les alaouites du Jebel Nusayri au nord de la ville et par les chrétiens maronites du Mont-Liban au sud.
À l'époque contemporaine, le plus connu de ses gouverneurs est Mustafa Agha Barbar, originaire du Qalamoun, en poste de 1800 à 1808, de 1810 à 1820 et de 1821 à 1835.
En 1864, pendant les réformes du Tanzimat, les eyalets sont remplacés par une nouvelle structure, les vilayets. La province de Tripoli est partagée entre le vilayet d'Alep, le vilayet de Syrie (Damas) et le moutassarifat du Mont-Liban.

## Subdivisions
Vers 1700-1740, le pachalik de Tripoli est subdivisé en 5 sandjaks :
1. Sandjak du pacha (Trablus-Şam, Tripoli)
2. Sandjak de Hama
3. Sandjak de Homs
4. Sandjak de Salamyeh
5. Sandjak de Jebail (Byblos)

### Sources et bibliographie
- (en) Cet article est partiellement ou en totalité issu de l’article de Wikipédia en anglais intitulé « Tripoli Eyalet » (voir la liste des auteurs) dans sa version du 9 octobre 2016.